# خيمي كولومي
خيمي كولومي فالنسيا (بالإنجليزية: Jaime Colomé Valencia)‏ (مواليد 30 يونيو 1979 في هافانا) لاعب كرة قدم كوبي دولي يجيد اللعب في خط الوسط . يلعب حاليا لصالح نادي سيوداد لا هابانا الكوبي .

## روابط خارجية
- خيمي كولومي على موقع الاتحاد الدولي (مؤرشف)  (الإنجليزية)
- خيمي كولومي على موقع قاعدة بيانات كرة القدم.إي يو (الإنجليزية)
- خيمي كولومي على موقع ناشيونال فوتبول تيمز (الإنجليزية)